# Сагатаева, Саяна Васильевна
Сая́на Васи́льевна Казыгашева (Сагата́ева) (4 ноября 1990) — российский боксёр, серебряный призёр чемпионата Европы и бронзовый призёр Европейских игр. Мастер спорта международного класса.

## Биография

### Образование
С 2009 по 2014 годы проходила обучение в Хакасском государственном университете, на факультете ветеринарной медицины. Получила квалификацию — ветеринарный врач.
С 2014 по 2018 годы обучалась в Российской академии народного хозяйства и госслужбы при Президенте РФ, получила квалификацию: "Магистр по направлению подготовки. «Государственное и муниципальное управление".
С 2017 по 2018 годы прошла обучение в Хакасском государственном университете, в институте повышения квалификации и переподготовки кадров, по программе: «Физическая культура и спорт. Теория и методика обучения».
С июля 2012 года и по настоящее время работает в «Центре спортивной подготовки сборных команд России». Судья по боксу 1 категории.

### Карьера
Занимается боксом с 2010 года. На чемпионате Европы 2014 года в весовой категории до 51 кг выиграла серебряную медаль, в финале уступив болгарке Стойке Петровой. Участница чемпионатов мира 2014 и 2016 годов.
Бронзовый призер чемпионата России по боксу 2015 года, вице-чемпионка чемпионата России по боксу 2016, 2017, 2018, 2019, 2022, 2023 годов. 
Выступает за ЦСКА. Имеет воинское звание «прапорщик».